# Iván Nevski
Ivan Aleksandrovich Nevski (en ruso: Иван Александрович Невский) (11 de noviembre de 1895—18 de julio de 1942) fue un científico y estadista ruso, secretario ejecutivo del Comité Provincial de Yaroslavl del PCUS, Rector de la Universidad Estatal de Rostov, también fue profesor en el Instituto de Ingeniería y Economía del Cáucaso Norte, el Instituto Económico y Financiero del Cáucaso Norte, el Instituto de Marxismo-Leninismo del Cáucaso Norte y la Universidad Comunista del Cáucaso del Norte.

## Biografía
Nevski nació el 11 de noviembre de 1895 en la aldea de Kuznetsovka, provincia de Tver. Estudió mecánica en una escuela técnica de 1907 a 1909. En 1911 se unió a las filas del Partido Obrero Socialdemócrata de Rusia. Estaba ocupado en actividades revolucionarias en Petrogrado y Tver.
En 1912, fue arrestado por sus actividades para difundir literatura ilegal. Fue encarcelado por 1 año y 5 meses, luego de lo cual fue deportado de la ciudad.
Durante la Primera Guerra Mundial fue miembro del Comité de Petrogrado del Partido Obrero Socialdemócrata de Rusia, desde 1917 fue nombrado vicepresidente del Comité Tver del POSR. A fines del mismo año, se convirtió en presidente de la gobernación Tver.
En el periodo de 1918-1919 fue miembro de la Oficina Regional de Moscú del PCR, desde el verano de 1919 trabajó como editor del periódico Tverskaya Pravda, y de la revista Vestnik Kommunizma. Fue también Secretario Ejecutivo del Comité de Tver del POSR. De 1920 a 1921 fue Presidente del Comité Provincial de Tver del partido.
En 1921 fue nombrado para el cargo de secretario ejecutivo del Comité Provincial de Yaroslavl del PCUS. Fue elegido delegado para los congresos VIII (1919), X (1921) y XI (1922) del PCR.
En 1923 él estaba en la enseñanza. Dio una conferencia en el Ivanovo-Voznesensky Polytechnic College , estuvo en Novocherkassk en el Don Polytechnic Institute, fue el director. Trabajó como rector de la Universidad Comunista Regional del Cáucaso Norte (1926-1927). El 18 de diciembre de 1927, durante los años de limpieza de personal en el país, fue expulsado de las filas del PCUS. Sin embargo, el 11 de octubre de 1928, fue restaurado.
Más tarde trabajó en diferentes universidades del país. Fue rector de la Universidad Estatal del Cáucaso Norte (1929-1931) (ahora Rostov State University), profesor del Instituto de Ingeniería y Economía del Cáucaso Norte, el Instituto Económico y Financiero del Cáucaso Norte, el Instituto de Marxismo-Leninismo del Cáucaso Norte y la Universidad Comunista del Cáucaso del Norte.
Desde 1933 fue director del Instituto de Investigación Científica de la Industria del Carbón para la Seguridad de la Minería, ubicado en la ciudad de Makeevka, región de Donetsk.
Fue asesinado el 18 de julio de 1942.
- Datos: Q48513016